# 柳家やなぎ
柳家 やなぎ（やなぎや
やなぎ、1990年2月18日 - ）は、落語協会に所属する落語家。本名∶卯野 博幸。
過去には「春風やなぎ」を名乗る落語家がいた。

## 経歴
2008年3月、北海道中標津高等学校を卒業後、日本映画学校に進学。
2010年3月に卒業し、9月に柳家さん喬に入門、翌年2月に前座名「柳家さん坊」で前座となり、柳家花どん、林家なな子と共に楽屋入り。
2015年5月21日に林家けい木、柳亭市童、柳家吉緑、林家なな子と共に二ツ目昇進。「柳家やなぎ」と改名。
2025年9月21日より、林家なな子、吉原馬雀、入船亭遊京、金原亭馬久と共に真打昇進予定。

## 芸歴
- 2010年9月 - 柳家さん喬に入門。
- 2011年2月 - 前座となる、前座名「さん坊」。
- 2015年5月 - 二ツ目昇進、「やなぎ」と改名。

## 人物
- 兄がいる[3]。
- 特技は牛の搾乳と助産[3]。

## 著書
- 柳家さん喬一門本 ～世にも奇妙なお弟子たち～　＊さん喬と弟子たち共著（秀和システム、2021年1月）ISBN 978-4798063287